# Sułtani Terengganu

## SułtaniTerengganu
Dynastia Bendahara
- Zajn al-Abidin Szach I (1725–1733)
- Mansur Szach I (1733–1793; regencja 1733–1741) [syn]
- Zajn al-Abidin Szach II (1793–1808) [syn]
- Ahmad Szach I (1808–1830) [syn]
- Abd ar-Rahman Szach (1830; regent 1826–1830) [brat]
- Daud Szach (1830–1831) [syn]
- Mansur Szach II (1831–1837) [syn Zajn al-Abidina II]
- Muhammad Szach I (1837–1839; usunięty) [syn]
- Umar Szach (1839–1876) [syn Abd ar-Rahmana]
- Mahmud Szach (1876; usunięty) [brat]
- Ahmad Muazzam Szach II (1876–1881) [syn]
- Zajn al-Abidin Szach III (1881–1918) [syn]
- Protektorat brytyjski 1910–1957
- Muhammad Szach II (1918–1920; usunięty) [syn]
- Sulajman Badr al-Alam Szach (1920–1942; usunięty) [brat]
- Ali Szach (1942–1943; usunięty,) [syn]
- Panowanie Tajlandii 1943–1945
- Ali Szach (2. panowanie 1945; usunięty, zmarł 1996)
- Sulajman Badr al-Alam Szach (2. panowanie 1945)

| #  | Imię                             |          | Lata życia                        | Lata życia                        | Czas rządów      | Czas rządów      | Rodzice |
| #  | Imię                             | Urodzony | Zmarł                             | Od                                | Do               |                  | Rodzice |
| -- | -------------------------------- | -------- | --------------------------------- | --------------------------------- | ---------------- | ---------------- | --- |
| 16 | Tuanku Ismail Nasir ad-Din Szach |          | 27 stycznia 1907 Kuala Terengganu | 20 września 1979 Kuala Terengganu | 16 grudnia 1945  | 20 września 1979 | Zainal Abidin III Mu’azzam Shah ibni Almarhum Sultan Ahmad Cik Maimunah Binti Abdullah                                |
| 17 | Mahmud al-Muktafi Billah Szach   |          | 29 kwietnia 1930 Kuala Terengganu | 14 maja 1998 Singapur             | 21 września 1979 | 14 maja 1998     | Ismail Nasiruddin Tengku Tengah Zaharah                                                                               |
| 18 | Tuanku Mizan Zainal Abidin       |          | 22 stycznia 1962 Kuala Terengganu |                                   | 15 maja 1998     | 12 grudnia 2011  | Mahmud al-Muktafi Billah Szach Tengku Besar Terengganu Dato' Seri Sharifah Nong Fatimah binti Syed Abdullah Al Saggof |